# Albanië op het Eurovisiesongfestival 2021
Albanië nam deel aan het Eurovisiesongfestival 2021 in Rotterdam, Nederland. Het was de 17de deelname van het land aan het Eurovisiesongfestival. RTSH was verantwoordelijk voor de Albanese bijdrage voor de editie van 2021.

## Selectieprocedure
Naar jaarlijkse gewoonte verliep de Albanese selectie via Festivali i Këngës, dat in december 2020 aan zijn 59ste editie toe was. Zowel componisten als artiesten moesten over de Albanese nationaliteit beschikken en alle nummers moesten volledig in het Albanees vertolkt worden, al kon er traditiegetrouw na afloop van Festivali i Këngës beslist worden om het winnende nummer naar het Engels te vertalen voor het Eurovisiesongfestival. Vanwege de COVID-19-pandemie waren er enkele grote wijzigingen in het format. Voor het eerst in de geschiedenis werd er geen gebruik gemaakt van een symfonisch orkest om de artiesten te begeleiden. Ook het Pallati i Kongreseve in de Albanese hoofdstad Tirana werd opgegeven als locatie en vervangen door een openluchtpodium nabij de Sheshi Italia.
Op 28 oktober 2020 gaf de Albanese openbare omroep de lijst van deelnemers vrij. Er namen 25 acts deel aan Festivali i Këngës 2020. Op 21 en 22 december 2020 werden twee halve finales georganiseerd, waarin alle artiesten respectievelijk een studio- en akoestische versie van hun nummer brachten. Een vakjury bepaalde welke achttien acts doorstootten naar de finale, op 23 december 2020. In die finale riep een vakjury bestaande uit Andri Xhahu, Kastriot Çaushi, Prec Zogaj, Rame Lahaj, Robert Radoja, Vasil Tole en Zana Shuteriqi Anxhela Peristeri met Karma uit tot winnaar.

## Festivali i Këngës 2020

### Eerste halve finale
| Volgorde | Artiest           | Lied                  |
| -------- | ----------------- | --------------------- |
| 1        | Enxhi Nasufi      | Njësoj                |
| 2        | Franc Koruni      | E morën botën         |
| 3        | Gigliola Haveriku | E lirë                |
| 4        | Orgesa Zaimi      | Valixhja e kujtimeve  |
| 5        | Erik Lloshi       | Jo                    |
| 6        | Viktor Tahiraj    | Nënë                  |
| 7        | Agim Poshka       | Vendi im              |
| 8        | Kastro Zizo       | Vallja e jetës        |
| 9        | Wendi Mancaku     | Vesi i shpirtit tim   |
| 10       | Gjergj Kaçinari   | Më jep jetë           |
| 11       | Era Rusi          | Zjarri im             |
| 12       | Devis Xherahu     | Peng                  |
| 13       | Stefan Marena     | Meteor                |
| 14       | Rosela Gjylbegu   | Vashëzo               |
| 15       | Sardi Strugaj     | Kam me t'ba me kajt   |
| 16       | Xhesika Polo      | Më mbron              |
| 17       | Florent Abrashi   | Vajzë                 |
| 18       | Fatos Shabani     | Ty                    |
| 19       | Anxhela Peristeri | Karma                 |
| 20       | Evi Reçi          | Tjerr                 |
| 21       | Inis Neziri       | Pendesë               |
| 22       | Klinti Çollaku    | Do t'ja dal           |
| 23       | Festina Mejzini   | Kush je ti dashuri    |
| 24       | Kamela Islamaj    | Kujtimet s'kanë formë |
| 25       | Mirud             | Nëse vdes             |

### Tweede halve finale
| Volgorde | Artiest           | Lied                  |
| -------- | ----------------- | --------------------- |
| 1        | Florent Abrashi   | Vajzë                 |
| 2        | Stefan Marena     | Meteor                |
| 3        | Wendi Mancaku     | Vesi i shpirtit tim   |
| 4        | Viktor Tahiraj    | Nënë                  |
| 5        | Sardi Strugaj     | Kam me t'ba me kajt   |
| 6        | Gigliola Haveriku | E lirë                |
| 7        | Kastro Zizo       | Vallja e jetës        |
| 8        | Agim Poshka       | Vendi im              |
| 9        | Evi Reçi          | Tjerr                 |
| 10       | Mirud             | Nëse vdes             |
| 11       | Festina Mejzini   | Kush je ti dashuri    |
| 12       | Anxhela Peristeri | Karma                 |
| 13       | Erik Lloshi       | Jo                    |
| 14       | Inis Neziri       | Pendesë               |
| 15       | Franc Koruni      | E morën botën         |
| 16       | Fatos Shabani     | Ty                    |
| 17       | Era Rusi          | Zjarri im             |
| 18       | Klinti Çollaku    | Do t'ja dal           |
| 19       | Devis Xherahu     | Peng                  |
| 20       | Xhesika Polo      | Më mbron              |
| 21       | Gjergj Kaçinari   | Më jep jetë           |
| 22       | Kamela Islamaj    | Kujtimet s'kanë formë |
| 23       | Enxhi Nasufi      | Njësoj                |
| 24       | Rosela Gjylbegu   | Vashëzo               |
| 25       | Orgesa Zaimi      | Valixhja e kujtimeve  |

### Finale
| Volgorde | Artiest           | Lied                  |
| -------- | ----------------- | --------------------- |
| 1        | Sardi Strugaj     | Kam me t'ba me kajt   |
| 2        | Xhesika Polo      | Më mbron              |
| 3        | Orgesa Zaimi      | Valixhja e kujtimeve  |
| 4        | Wendi Mancaku     | Vesi i shpirtit tim   |
| 5        | Era Rusi          | Zjarri im             |
| 6        | Gjergj Kaçinari   | Më jep jetë           |
| 7        | Rosela Gjylbegu   | Vashëzo               |
| 8        | Devis Xherahu     | Peng                  |
| 9        | Mirud             | Nëse vdes             |
| 10       | Gigliola Haveriku | E lirë                |
| 11       | Viktor Tahiraj    | Nënë                  |
| 12       | Kamela Islamaj    | Kujtimet s'kanë formë |
| 13       | Florent Abrashi   | Vajzë                 |
| 14       | Inis Neziri       | Pendesë               |
| 15       | Evi Reçi          | Tjerr                 |
| 16       | Anxhela Peristeri | Karma                 |
| 17       | Festina Mejzini   | Kush je ti dashuri    |
| 18       | Kastro Zizo       | Vallja e jetës        |

## In Rotterdam
Albanië trad aan in de tweede halve finale, op donderdag 20 mei 2021. Peristeri was als elfde van zeventien acts aan de beurt, net na Tornike Kipiani uit Georgië en gevolgd door The Black Mamba uit Portugal. Uiteindelijk eindigde Albanië op de tiende plek met 112 punten, net voldoende voor kwalificatie voor de finale.
In de finale was Peristeri als tweede van 26 acts aan de beurt, net na Elena Tsagrinou uit Cyprus en gevolgd door Eden Alene uit Israël. Albanië eindigde uiteindelijk op de 21ste plaats, met 57 punten.